# 11288 Okunohosomichi
11288 Okunohosomichi (tên chỉ định: 1990 XU) là một tiểu hành tinh vành đai chính. Nó được phát hiện bởi Tsutomu Seki ở Geisei Observatory ở Kōchi, Kōchi Prefecture, Nhật Bản, ngày 10 tháng 12 năm 1990. Nó được đặt theo tên Oku no Hosomichi, a major work of Japanese poet Matsuo Bashō.